# 한네스 콜레흐마이넨
유호 피에타리 "한네스" 콜레흐마이넨(핀란드어: Juho Pietari "Hannes" Kolehmainen, 1889년 12월 9일 ~ 1966년 1월 11일)은 핀란드의 장거리 육상 선수였다. 그는 위대한 핀란드 장거리 육상 선수들 세대의 처음으로 숙고되었다. 미국에서 몇년 간 출전하였던 콜레마이넨은 1921년 미국 시민권을 얻었다.

## 경력

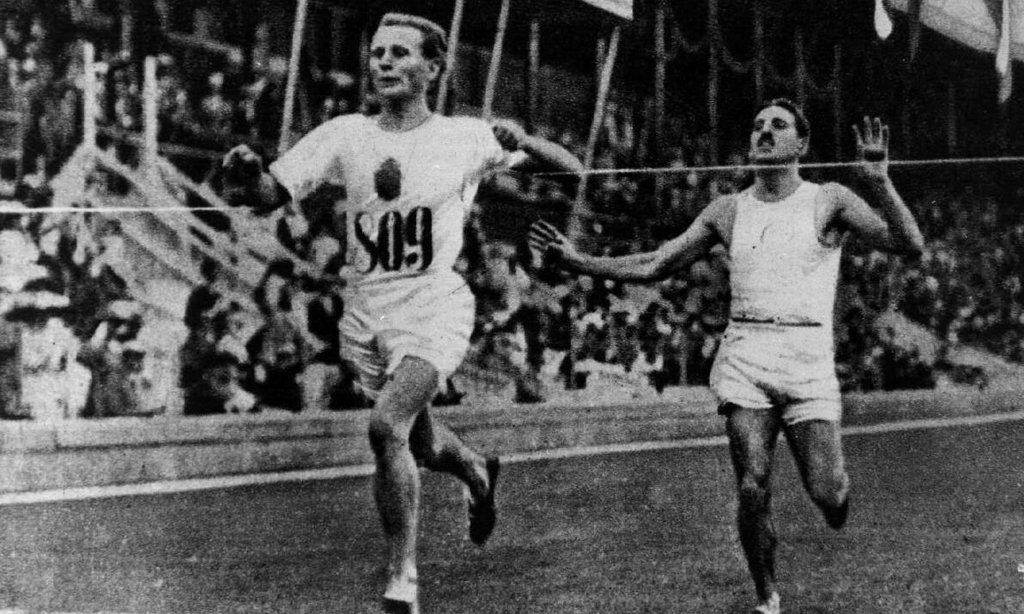
1912년 하계 올림픽에서의 콜레마이넨(왼쪽).

쿠오피오에서 태어난 그는 채식주의자이며 벽돌 직공이었다. 1912년 스톡홀름 올림픽에서 3개의 금메달을 획득하여 그 대회의 스타 선수들 중의 하나였다.
그의 가장 추억적인 경기는 5000m 결승전이었다. 그 종목에서 프랑스의 장 부앵과 영웅적 결투로 달렸는 데, 경주의 수많은 코스에서 둘이 선두로 달리면서 마지막 미터에서 세계 기록으로 부앵은 콜레흐마이넨에게 패한다. 10000m와 개인 크로스컨트리에서도 우승하였고, 단체 크로스컨트리에서 2위를 하였다.
제1차 세계 대전이 일어나자 콜레흐마이넨의 스포츠 경력이 중단되었으나, 계속 육상에 남아있으면서 더 긴 거리의 종목으로 방향을 바꾸었다. 1920년 안트베르펀 올림픽에서 마라톤을 우승하였다. 그는 1924년 파리 올림픽 마라톤에도 들어갔으나 경주를 완료하지 않았다.
그러고나서 콜레흐마이넨은 존경할 만한 후계자 파보 누르미를 찾았다. 1952년 헬싱키 올림픽에서 누르미와 함께 성화를 붙였다. 14년 후 헬싱키에서 사망하였다.